# اللاذقية (تبغ)

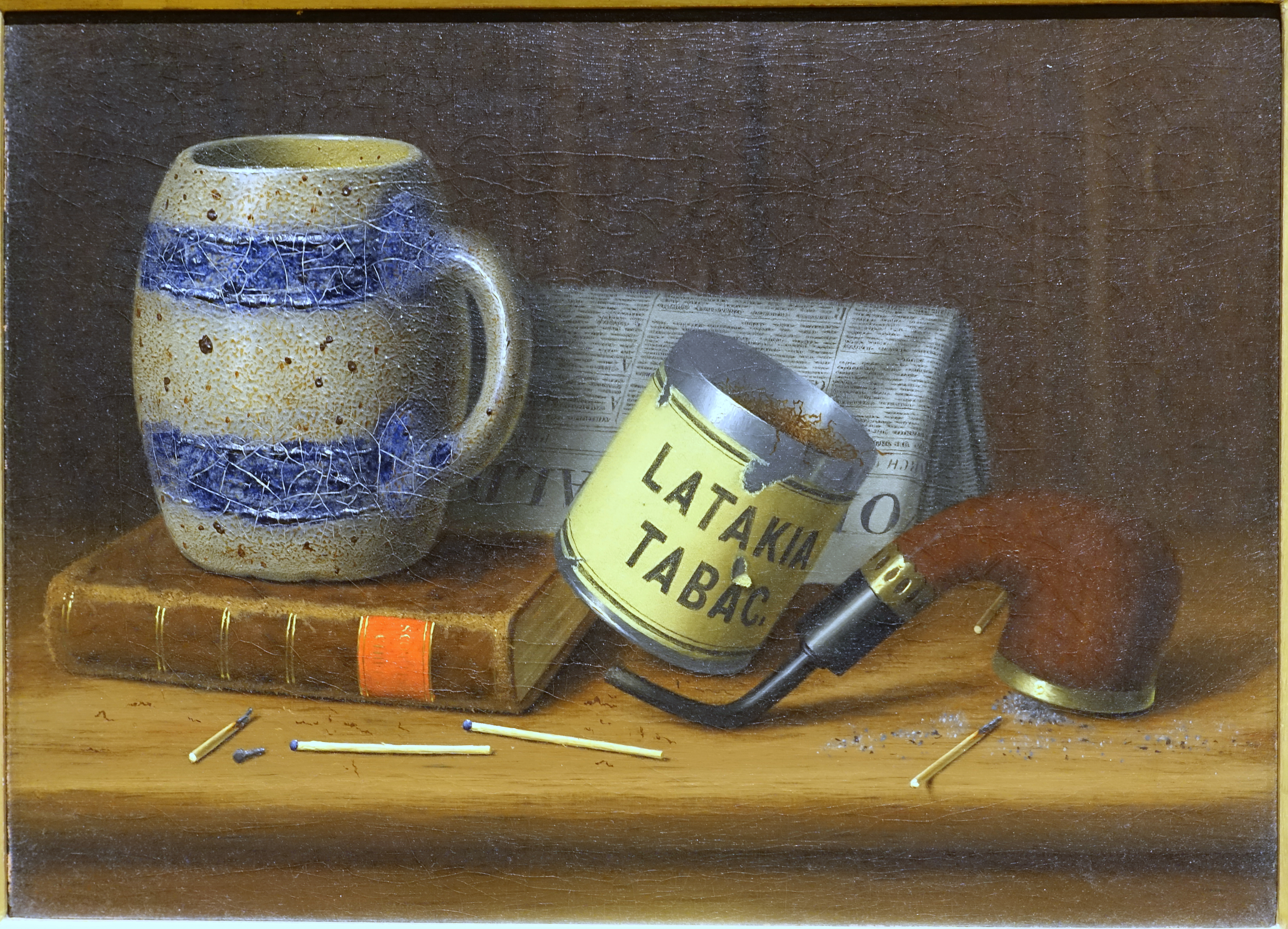
اللاذقية الثانية بقلم ويليام مايكل هارنيت ، ج. 1880

تبغ اللاذقية هو منتج من التبغ المجفف بالشمس والمُعالج بالدخّان. يعود أصله إلى سوريا وسميّ على اسم مدينة اللاذقية الساحلية الرئيسية، على الرغم من أن الإنتاج الكبير انتقل بشكل دائم إلى مدينة قبرص بسبب القضايا الإجتماعية والسياسية المتنوعة والمعقَدة داخل الحدود السورية. من المحتمل أن تبغ اللاذقية اكتُشف بالصدفة عندما أدى محصول ضخم إلى فائض من التبغ؛ فقام المزارعون بتخزين التبغ الفائض في العوارض الخشبية لمنزلهم، والتي كانت في ذلك الوقت وسيلة فعالة للتخزين، حيث أن الدخان المنبعث من حرائق الأخشاب المفتوحة المستخدمة للحرارة والضوء سوف يجفّ ببطء ويعالج الطعام بمرور الوقت. تعد عملية معالجة الدخان بدرجة حرارة معتدلة أحد العوامل المحددة لرائحته المركّبة.
عندما يتم حرق تبغ اللاذقية، يكون لها رائحة دخان خشبية مميزة مصحوبة برائحة زهور جميلة. يتم العثور على تبغ اللاذقية عادةً ضمن خلطات تبغ الغليون ، على الرغم من أن بعض منتجي السيجار والسجائر الطليعيين يستخدمونه أيضًا. إلّا أنّ غالبية خلطات الغليون تستخدم تبغ اللاذقية كتوابل، وهو تبغ لا يمثل غالبية المزيج ولكنه يستخدم بدلاً من ذلك لإضافة التعقيد وللتحكم في معدل احتراقه.[بحاجة لمصدر]

## نظرة عامة على التبغ الشرقي

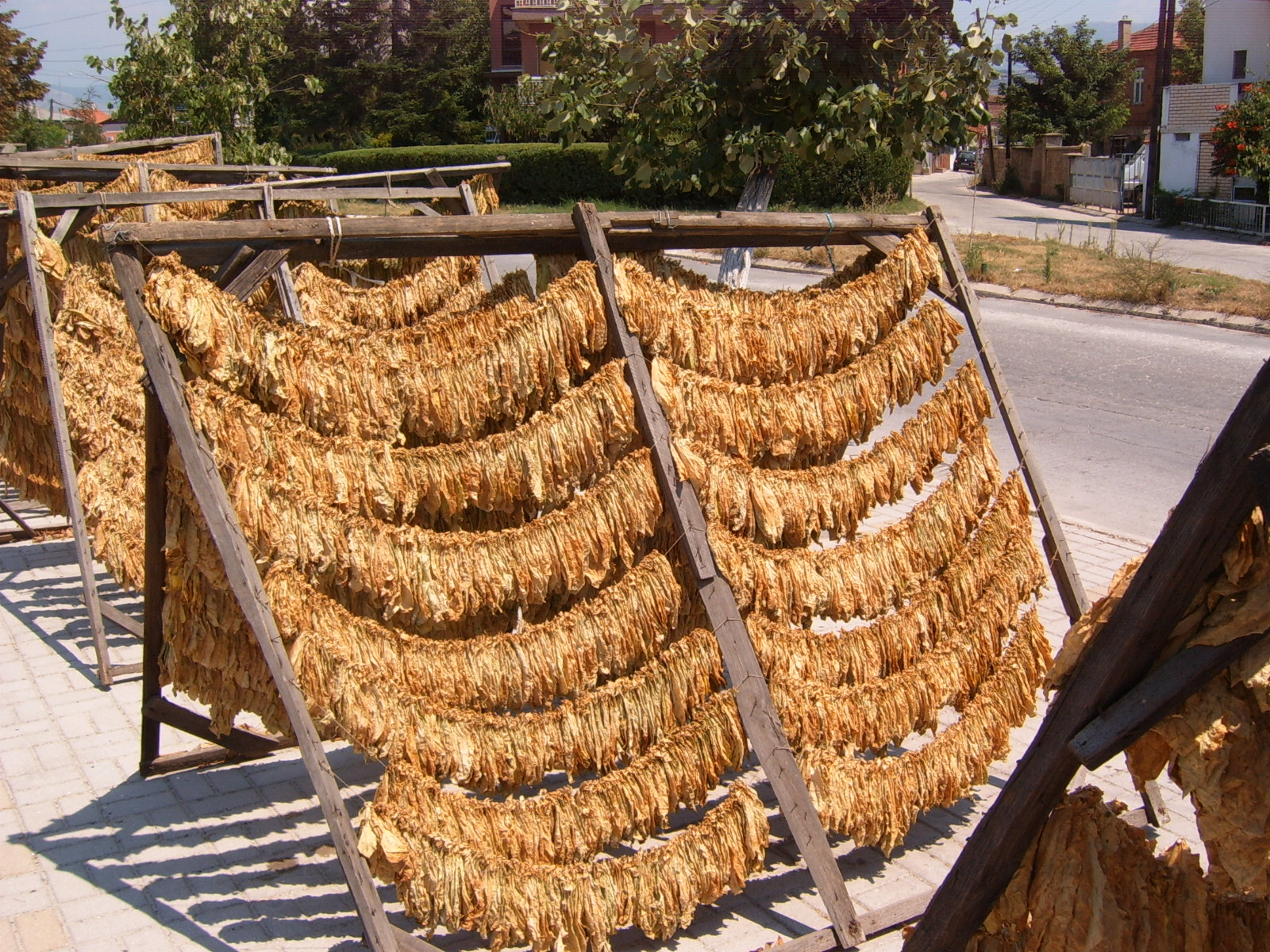
التبغ الشرقي معالج بالشمس

يُعرف التبغ المزروع في المناخ الصحراوي القاحل في الشرق الأوسط ومنطقة البحر الأبيض المتوسط في صناعة التبغ باسم التبغ الشرقي . بالمقارنة مع نبات التبغ الأكثر شيوعًا في العالم الغربي (نيكوتيانا تاباكوم ) والذي يبلغ طوله 6 قدم (1.8 م) في المتوسط ولها ما يصل إلى 24 ورقة بحجم الساعد، وتتكون نباتات التبغ الشرقية من نيكوتيانا روستيكا والتي يبلغ طولها حوالي 2 قدم (0.61 م) إلى 3 قدم (0.91 م) يصل ارتفاعها إلى 100 ورقة بحجم كف اليد، بالإضافة إلى نبات نيكوتيانا تاباكوم ؛ على الرغم من أن المناخ يميل إلى إنتاج نباتات أصغر حجمًا يبلغ طولها حوالي 4 قدم (1.2 م) إلى 5 قدم (1.5 م) في الارتفاع. تاريخيًا، تستخدم كل من اللاذقية السورية والقبرصية أصنافًا من نيكوتيانا تاباكوم و روستيكا تاباكوم ، على الرغم من أن العديد من المنتجين التجاريين المعاصرين يستخدمون نيكوتيانا تاباكوم . 

## اللاذقية السورية
هناك العديد من المناقشات حول النوع المحدد من بذور التبغ أو الصنف المستخدم لإنتاج تبغ اللاذقية السورية، وهناك القليل من البيانات لأن المصنّعين في ذلك الوقت إما لم يحتفظوا بسجلات أو تم تدميرهم عمدًا من قبل الشركة. إن انخفاض الإنتاج داخل الحدود السورية خلال هذه الفترة جعل من الصعب القول على وجه اليقين أن قيمة إحدى البذور أكثر من الأخرى. علاوة على ذلك، هناك اختلاف مادي في نفس الأصناف المزروعة داخل المزارع على ارتفاعات أعلى في التلال مقارنة بالارتفاعات المنخفضة في السهول؛ مع إنتاج الأخير لمصانع أكبر من الأول. ومع ذلك، هناك إجماع مشترك على أن تبغ اللاذقية تم إنتاجها لأول مرة باستخدام مجموعة متنوعة من نيكوتيانا تاباكوم تسمى شيك البنت (مجموعة ذات أوراق ضيقة يبلغ طولها 10 بوصة (250 مـم) إلى 12 بوصة (300 مـم) )، أو البديل التركي ياي لاداج كالأصل.
تختلف عملية المعالجة بالشمس عن الإنتاج الشرقي الطبيعي حيث لا يتم خياطة الأوراق معًا. تبقى الأوراق على ساق النبات وإنما تبقى كاملة، بما في ذلك الزهور. ثم يتم تعليقها بين الأشجار أو وضعها ببساطة على الأرض حتى تجف على مدى ثلاثة أسابيع أو أكثر. ومن هناك، يتم نقلها إلى مخازن قبل أن يتم شراؤها من قبل السماسرة لإنهاء عملية المعالجة بالدخان، والتي تسمى أحيانًا التبخير.
تتم عملية التبخير في جبال سوريا داخل حظائر بسيطة (أشبه ببيت الدخان ) مصنوعة من الطوب أو البلوك ذات أرضيات ترابية ولا يوجد بها تهوية. يتم تعليق التبغ على عوارض خشبية في الداخل ويتم تبخيره باستخدام حفرة أو اثنتين من حفر النار المحفورة في الأرض. هناك المزيد من الجدل حول أنواع الأخشاب والفرش المستخدمة في هذه العملية (على الرغم من وجود الخرَوب والبلوط المقشر والصنوبر الحلبي والبلوط التركي وبلوط فالونيا والأرز اللبناني بالقرب من الحظائر). من حسابات أوائل القرن التاسع عشر، تم استخدام كوركس ايلكس أو بلوط هولم/هولي.  من الشائع أيضًا أن يعتقد صانعو التبغ الغربيون أن بعض المعالجات تستخدم مجموعة متنوعة من المواد الموجودة بالقرب من الحظائر ولا تصنع وصفة أو مزيجًا معينًا. علاوة على ذلك، من المهم ملاحظة أنّه لا يتم استخدام قطع كبيرة من الخشب الصّلب. وبدلاً من ذلك يتم استخدام الفروع والأغصان والأوراق الأصغر. وبمجرد الانتهاء من التبخير، تتم إعادة ترطيب تبغ اللاذقية الخام وتعبئته بكميات كبيرة وإرسالها إلى ميناء مدينة اللاذقية . تؤدي عملية التبخير والترطيب لاحقًا إلى زيادة الوزن بالجملة بنسبة 15% تقريبًا. 
بمجرد وصول التبغ المزروع في السهول إلى أيدي المعالجين مثل شركة التبغ الإمبراطورية ، تتم إزالة مخلفاته وتجميعه مع التبغ المزروع في الجبال؛ هذا الأخير يحتفظ بساقه وزهوره. يتم بعد ذلك تجميع الأوراق بشكل أكبر ووضعها في خزائن ضخمة لمدة تصل إلى 90 يومًا. خلال هذه العملية، يخضع التبغ للتخمير (وهي ممارسة شائعة بين مصنعي التبغ في جميع أنحاء العالم). تعمل هذه العملية على إزالة/تقليل محتوى الماء، والعديد من المواد الكيميائية الخشنة (مثل النيكوتين )، وتنتج مركبات نكهة جديدة وأكثر تعقيدًا. بعد التخمير، يوضع التبغ في إطارات ليتم تصديرها. يتم ذلك عادة في فصل الشتاء لمنع المزيد من التخمر. وهذا يزيد من صعوبة تحديد صنف البذور حيث يتم خلط النباتات معًا أثناء التعبئة والتخمير، مما يجعل من المستحيل تقريبًا التمييز بين خصائص النكهة وبنية أوراق صنف واحد على الآخر. 
يعتبر طعم ورائحة تبغ اللاذقية السورية معتدلة، زهرية، متبلة، وذات دخان خشبي ونكهات لاذعة تشبه النبيذ . داخل الخلطات، يتم إضافته عادةً إلى مزيج التدخين بنسبة أقل من 15%. يقترح المصنًعون إلى أن حدة الدخان ورائحة الدخان تصبح أكثر وضوحًا عندما تصل إلى نسبة 35٪ أو أكثر. 
وتحدث تشارلز ديكنز عن مدينة اللاذقية السورية والحاكم لسوريا في ذلك الوقت قائلاً: "إن أفضل أنواع التبغ السوري، المسموح به عموماً الّذي يتفوق على جميع الأنواع الأخرى، هو اللاذقية، المنتج في أحياء المدينة التي تحمل هذا الاسم القديم والمعروف بميناء لاودكية الشهير، والذي يوجد حتى يومنا هذا، يتمتع بتجارة لا يستهان بها. تقع عند سفح جبل لبنان ، على مسافة ليست بعيدة عن المكان الذي لا تزال فيه بقايا الأرز البطريركي تنمو بكثرة أكثر من أي جزء آخر من الجبال، على الرغم من أن الزيادة لم تقل مع الوقت بسبب العوامل المدمرة. وبما أن سوريا تقدم أجود أنواع التبغ في العالم، فقد كان لأمير سوريا، الأمير بكير ، سمعة واستحقاق، حيث قدم لضيفه غليونًا أفضل بكثير من أي غليون يمكن أن يقدمه أي حاكم منافس في الشرق ". 
ويشار إلى تبغ اللاذقية عادة باسم أبوريحم أو "ملك النكهة". 

## اللاذقية القبرصية
تختلف اللاذقية القبرصية عن اللاذقية السورية في عدة جوانب أساسية: عملية المعالجة بالشمس، ونوع المادة المستخدمة في التبخير، والتفاصيل أثناء وبعد التبخير، وما إذا كان المعالج يعبر خلال التخمير.
كما هو الحال في اللاذقية السورية، هناك الكثير من الجدل والشكّ حول أنواع معينة من التبغ المستخدمة داخل قبرص. تشير التقارير من أوائل الخمسينيات إلى أن التبغ ذو الأوراق الصفراء غير المدخنة (ربما من إن. روستيكا)، وتبغ اللاذقية (المبخّر)، وتبغ فرجينيا غير المدخّن قد تمت زراعته وتصديره خلال هذا الوقت.  علاوة على ذلك، هناك روايات من أواخر القرن التاسع عشر تشير إلى أن سوريا كانت تزرع كلا من إن. روستيكا و إن. توباكوم ؛ "في معظم الأصناف يكون لون الأزهار ورديًا باستثناء السورية أو اللاذقية التي تحمل أزهارًا صفراء بينما تكون أزهار شيراز أو الفارسية وغواتيمالا بيضاء بينما تكون أزهار التبغ الياباني أرجوانية".  مع الإشارة إلى اهتمام خاص بالتبغ السوري اللاذقية والفارسية وألوان أزهارهما، يعرض إن. روستيكا أزهارًا صفراء وإن.توباكوم يعرض أزهارًا بيضاء ووردية وأرجوانية. قد يشير هذا إلى أنهم كانوا يزرعون مجموعة متنوعة من سميرنا يلو، على الرغم من أن الأوصاف من نفس الحسابات قد تشير إلى سامسون، أو بافرا، أو طرابزون، أو سوكوم. عندما تم نقل الإنتاج في نهاية المطاف من سوريا إلى قبرص، ربما تم نقل إن. روستيكا مع إن. توباكوم . علاوة على ذلك، فإن زراعة المحاصيل الشرقية لإنتاج السجائر تضع نبات إن. روستيكا بقوة في التربة القبرصية.
أثناء موسم الحصاد وعندما تنضج الأوراق، يتم قطع النبات من الأعلى أولاً إلى ثلاث قطع تسمى "أوتار"، يبلغ طول كل منها حوالي 9 بوصة (230 مـم) طويلة. لا تتم إزالة الأوراق من الساق. تختلط الأوراق المتساق التي يتم حصادها من الأجزاء السفلية من النباتات مع القطع الساقية. يتم بعد ذلك تعليق "الخيوط" على إطارات للمعالجة (كما هو الحال في سوريا) أو الطريقة الأكثر شيوعًا في قبرص هي وضعها على الأرض للمعالجة بالشمس. ويستمر المزارعون في تقليبها لعدة أيام حتى اكتمال المعالجة؛ يستمر هذا بشكل عام حوالي 18 إلى 20 يومًا. على الرغم من أن هذا أمر شائع في قبرص، إلا أنه لا يبدو أن هناك علاجًا كاملاً مثل الطريقة السورية بسبب الألوان الخضراء المثبتة على الأوراق المعالجة وملاحظة التبغ الجيد الذي يأتي فقط من الحقول غير المروية.
يتم تبخير تبغ اللاذقية القبرصية بنفس طريقة تبخير تبغ اللاذقية السورية ومن هنا يوجد وصف أكمل لحظائر التبخير: "تكون أبعادها متوسطة الحجم فقط: 22 قدم (6.7 م) الطول 14 قدم (4.3 م) العرض، و 15 قدم (4.6 م) الارتفاع مع وجود حفرة أو اثنتين في الجزء الأوسط. يبلغ طول حفرة الحرق حوالي 3 قدم (0.91 م) بمقدار 3 قدم (0.91 م) بمقدار 6 قدم (1.8 م) في الحجم ومغطاة بغطاء من الزنك المرتفع لمنع اشتعال النيران في الصفوف السفلية". وتستمر العملية بنفس الطريقة التي تتم بها في سوريا مع المهمة الإضافية المتمثلة في استخدام أخشاب مختلفة في أوقات مختلفة من التبخير. يتم بدء الحرق أولاً لبضعة أيام باستخدام مادة عطرية قليلاً مثل الآس تليها كميات أثقل من الخشب الصلب، مثل الصنوبر أو البلوط، بغرض إنتاج حرارة كبيرة لتجفيف الورقة. بعد ذلك تستمر العملية حتى تقترب من الإنتهاء باستخدام مادة حية مختلطة لإنتاج دخان ذو كثافة أكبر. خلال الأيام القليلة الماضية، يمكن إضافة المزيد من الشجيرات العطرية لوضع اللمسات النهائية على نكهتها. تستغرق العملية بأكملها ما يقرب من 20 إلى 30 يومًا ويتم إزالة التبغ من الأسفل إلى الأعلى أثناء تجفيفه. تشير نفس الحسابات إلى استخدام نشارة الخشب في الشركات المصنعة ذات الجودة المنخفضة. قدم هيلموت فيشر من شركة التبغ البريطانية الأمريكية في يوليو 1964 قائمة بالأخشاب المستخدمة في قبرص متضمنة النسب المئوية على النحو التالي: 
المستكة - الفستق السنتيكوس : 90%
ميرتل - ميرتوس كومونيس رومانا : 4%
الصنوبر الحجري - صنوبر بينيا صنوبر بيناستر : 4%
شجرة السرو - السرو دائم الخضرة : 1%
كونيسون-؟: 1%
التخمير في قبرص اللاذقية ليس شرطا أساسيا للتصنيع. بعد التبخير، يتم تجميع التبغ إلى كتل ضخمة تزن 10,000 رطل (4,500 كـغ) إلى 30,000 رطل (14,000 كـغ) ويسمح بتهويته والوصول إلى درجة الجفاف. نظرًا لأن اللاذقية تتطلب كميات أكبر من الحجم (تصل إلى 80,000 رطل (36,000 كـغ) ) من أجل الحصول على تخمير مناسب، يفضل المصنعون تجاوز هذه الخطوة لأنها تتطلب المزيد من العمالة لمراقبة درجات الحرارة بشكل مستمر داخل الكومة الكبيرة وقد تؤدي إلى احتراق تلقائي. المنتج النهائي داكن، أسود اللون تقريبًا، ويحصل على ملمس مرن يشبه الجلد، وينبعث منه رائحة مكثفة. ومن هناك، يتم تعبئتها وإرسالها إلى منتجي منتجات التبغ.
رائحة تبغ اللاذقية القبرصية أكثر ثباتَا من تبغ اللاذقية السورية مع نفحات أحلى من الجلد والدخان. استخدام خشب الأرز والمصطكي يعزز نغمات الأزهار.

## تراجع اللاذقية السورية
منذ منتصف القرن التاسع عشر، شهدت الغابة السورية تدميراً تدريجياً. إنّ إنشاء خطي السكك الحديدية في بغداد والحجاز أدى إلى خلق حاجة كبيرة للحطب حيث كانت القاطرات لا تزال تعمل بالخشب بدلاً من الفحم. خلال الحرب العالمية الأولى ، تم استخدام مساحات كبيرة للوقود. أدى هذا إلى جانب الإفراط في الحصاد ، ويلات الحرب العالمية الثانية ، ثم لاحقًا مع صناعة التبغ، إلى فرض قيود حكومية محلية لتعزيز الترميم.
شهدت الجمهورية العربية السورية عدة صراعات منذ استقلالها، مما أدى إلى تقلب توفر التبغ في اللاذقية، مما أدى في النهاية إلى توقف صادراتها في عام 2010 حيث وصلت قيمة الصادرات إلى 3.27 مليون دولار فقط مقارنة بـ 8 ملايين دولار في عام 2008. ولم يكن هناك حدث واحد تسبب في زوالها، بل مزيج من الصراع واللوائح والسياسة، والعقوبات الأخيرة المفروضة على سوريا خلال حربها الأهلية . وفي حين لا يزال إنتاج التبغ في سوريا حتى اليوم، وربما يكون في ارتفاع مرة أخرى، إلا أنه لا يوجد أي منتج مخصص للإنتاج أو التصدير في اللاذقية 

## الإستخدام في خلطات التبغ
يستخدم تبغ اللاذقية بشكل أساسي في صناعة خلطات تبغ الغليون . من بين العديد من فئات الخلطات الموجودة في جميع أنحاء العالم، فإن الاستخدام الأبرز لمدينة اللاذقية هو في أنواع تبغ الغليون الإنجليزي. وهذا لدرجة أنه لكي يعتبر خليطًا إنجليزيًا، يجب أن يحتوي الخليط على نسبة معينة من التبغ اللاذقاني. واشتهرت خلطات الغليون الإنجليزي بالنكهة اللاذقية المميزة لندرتها خارج الشرق الأوسط .[بحاجة لمصدر] نظرًا لأن الإمبراطورية البريطانية كان لها مصالح داخل سوريا والمناطق المحيطة بها، كان استيراد تبغ اللاذقية بالإضافة إلى أنواع التبغ الشرقي الأخرى إلى الجزر البريطانية أمرًا شائعًا، ولكن ليس كثيرًا في أماكن أخرى في أوروبا الغربية والأمريكتين. ولهذا السبب، فإن العديد من مدخني الغليون خارج الإمبراطورية البريطانية (وحتى داخلها، حيث أبقت العديد من الخلاطات وصفاتها سرية) لم يعرفوا تاريخياً إلا اللاذقية من خلال المذاق والرائحة الفريدة للخلطات التي اشتروها من التجار الإنجليز. مثل العديد من خلطات التبغ، يتكون أساس الخلطات الإنجليزية من مزيج من تبغ فيرجينيا أو تبغ بيرلي إما بمفردها أو ممزوجًا معًا. ويتم إضافة أنواع التبغ اللاذقية والشرقية الأخرى بكميات صغيرة لإنهاء الخليط.
منذ عودة تدخين الغليون في أواخر التسعينيات وزيادة شعبية الخلطات والنكهات غير التقليدية، شغلت اللاذقية العديد من الأدوار الجديدة. تستخدم العديد من المصنّعين اللاذقية جنبًا إلى جنب مع النكهات الدافئة مثل الشوكولاتة أو الفانيليا في خلطات عطرية (خليط التبغ يتكون من أي خليط من التبغ مع إضافة نكهات طبيعية أو صناعية) لإبراز النوتات الأساسية التي يبحث عنها الخلاط. علاوة على ذلك، لم تعد اللاذقية مجرد توابل للتبغ. وقد حققت الخلطات الحديثة وصفات ناجحة تتكون من ما يصل إلى 50% من اللاذقية، على الرغم من اعتبارها عمومًا خلطات قوية وليست لأولئك الذين يبحثون عن نكهة أخف. علاوة على ذلك، تم استخدام اللاذقية من قبل شركات مثل درو استيت سيجار في العديد من السيجار غير التقليدي ذو النكهة الطبيعية. 

## أنظر أيضا
- أنواع التبغ